# Manfred Pfaus
Manfred Pfaus (* 28. März 1939 in Bretten) ist ein deutscher Politiker (CDU) und Erfinder. Er war von 1978 bis 1992 Mitglied des Landtags von Baden-Württemberg.

## Leben
Pfaus ist das fünfte Kind des Herd-Emailleurs Adolf Pfaus und seiner Frau Luise, geb. Kohler. Pfaus wurde 1945 in der Brettener Volksschule eingeschult, ehe er 1949 auf die Realschule, das spätere Realgymnasium, das heutige Melanchthon-Gymnasium Bretten wechselte und das Abitur machte. Er besuchte die Katholische Jugend, die Georgspfadfinder und einen Turnverein. Daraufhin studierte er in Karlsruhe für das Lehramt. Von 1970 bis 1974 folgte ein Zweitstudium in Volkswirtschaftslehre und politische Wissenschaften an der Universität Heidelberg.
Manfred Pfaus wohnte während seiner ersten Anstellung als Lehrer in Altheim und seit 1964 in Hettingen. Von 1960 bis 1964 war er erstmals als Lehrer in Altheim, heute Walldürn, tätig, danach für ein Schuljahr an der Mittelschule, der heutigen Realschule in Buchen und hinterher bis 1972 Oberlehrer an der Grund- und Hauptschule Hettingen, heute Buchen. Er war ehrenamtlicher Gemeinderat, Stadtrat, Kreisrat und Mitglied der Regionalversammlung.
Er heiratete 1961 Margot, geb. Schneider und hat zwei erwachsene Kinder. Mitte 2015 verlegten beide ihren Hauptwohnsitz von Buchen-Hettingen nach Überlingen. Seine Frau verstarb am 28. Januar 2017 beim Besuch ihrer Schwester, Gertrud Faber, in Bretten.  Seit Mai 2018 wohnt Pfaus am Potsdamer Platz in Berlin. Seit Frühjahr 2018 hat er in der Witwe Annegret Böser eine neue Partnerin. Sie war mit Manfred Böser verheiratet, ein Cousin seiner verstorbenen Frau Margot.

## Politik
1958 ist Pfaus aus der Jungen Union in Bretten in die CDU eingetreten. Von 1974 bis 1978 war er parlamentarischer Berater von Lothar Späth. 1978 rückte er für Hans Heidler in den Landtag von Baden-Württemberg nach. Bei den darauffolgenden Wahlen gewann er stets das Direktmandat im Wahlkreis Neckar-Odenwald und gehörte dem Landtag bis 1992 an. Er war verkehrspolitischer Fraktionssprecher, Mitglied des Wissenschaftsausschusses und stellv. Vors. des Innenausschusses. 8 Jahre Mitglied des SDR-Rundfunkrats.
Wegen seiner Berufung als Geschäftsführer/Hauptgeschäftsführer der Ingenieurkammer BW hat er zur Wahl 1992 nicht mehr kandidiert.

## Leistungen
Von 1990 bis 2017 war er Hauptgeschäftsführer der Ingenieurkammer Baden-Württemberg. Obwohl Pfaus 2004 in Rente ging, meldete er ein Gewerbe an und arbeite ab 2007 als vollberuflicher Erfinder und Unternehmer. Seitdem ist er Mitglied im Erfinderclub Neckar-Odenwald. Er entwickelt und produziert zusammen mit Partnern moderne Liegesysteme, auf die er aktuell drei Patente hat. Auf der Erfindermesse 2008 in Nürnberg erhielt er für sein PNP-Liegesystem die Silbermedaille. 2017 reduziert er seine unternehmerische Tätigkeit auf die freiberufliche Entwicklung von Liegesystemen. Er berät seit 2007 eine  Architekten- und Ingenieurverband.

## Ehrungen
- 1983: Verdienstkreuz am Bande der Bundesrepublik Deutschland
- 1991: Verdienstkreuz Erster Klasse
- Ehrensenator der Dualen Hochschule BW